# Lars Conrad
Lars Conrad (Berlín, Alemania, 1 de junio de 1976) es un nadador alemán especializado en pruebas de estilo libre, donde consiguió ser subcampeón olímpico en 2004 en los 4 x 100 metros estilos.

## Carrera deportiva
En los Juegos Olímpicos de Atenas 2004 ganó la medalla de plata en los relevos de 4 x 100 metros estilos (nadando el largo de estilo libre), con un tiempo de 3:33.62 segundos, tras Estados Unidos (oro) y por delante de Japón (bronce).